# Groenlandse heilbot
De Groenlandse heilbot of zwarte heilbot (Reinhardtius hippoglossoides) is een straalvinnige vis uit de familie van schollen (Pleuronectidae) en behoort derhalve tot de orde van platvissen (Pleuronectiformes). De vis kan maximaal 80 cm lang en 7000 gram zwaar worden. De hoogst geregistreerde leeftijd bedraagt 30 jaar.

## Leefomgeving
De Groenlandse heilbot is een zoutwatervis. De vis prefereert een gematigd klimaat en heeft zich verspreid over de Grote en Atlantische Oceaan. De diepteverspreiding is 1 tot 2000 m onder het wateroppervlak.

## Relatie tot de mens
De Groenlandse heilbot is voor de visserij van groot commercieel belang. In de hengelsport wordt er weinig op de vis gejaagd.